# Ferdinand Karel Jozef van Oostenrijk-Este

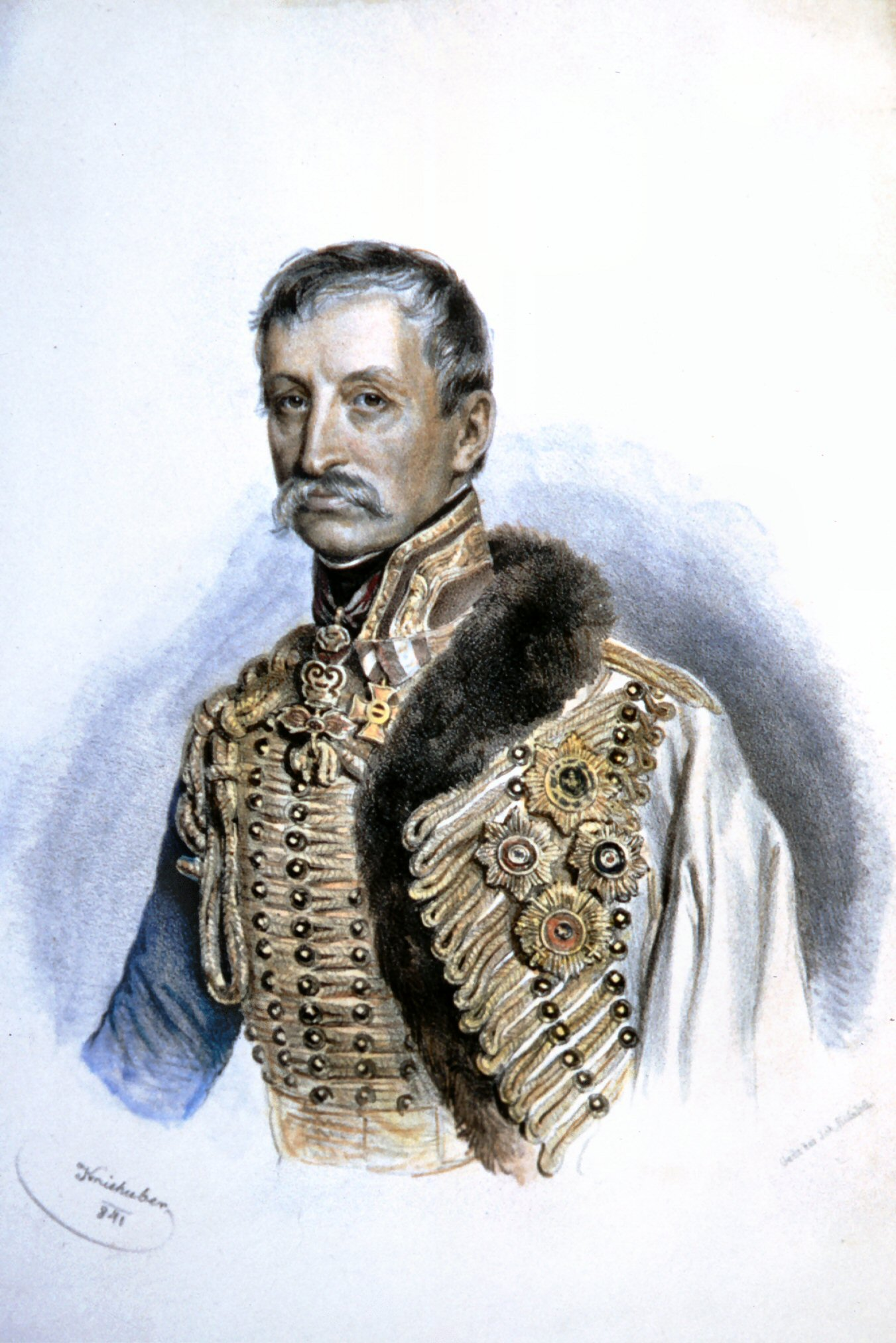
Aartshertog Ferdinand Karel Jozef van Oostenrijk-Este, 1841

Ferdinand Karel Jozef van Oostenrijk-Este (Milaan, 25 april 1781 - slot Ebenzweir nabij Altmünster, 5 november 1850) was een Oostenrijkse veldmaarschalk en aartshertog van het huis Oostenrijk-Este, een zijlinie van het huis Habsburg. Ferdinand was bevelhebber van het Oostenrijkse leger tijdens de napoleontische oorlogen.
Ferdinand was de tweede zoon van aartshertog Ferdinand van Oostenrijk (een zoon van keizer Frans I Stefan) en Maria Beatrice d'Este (enig kind van hertog Ercole III d'Este van Modena). Hij studeerde aan de militaire academie in Wiener Neustadt.
In 1805, tijdens de Derde Coalitieoorlog, kreeg hij het bevel over het Oostenrijkse 3e Corps. Na de nederlaag tegen de Fransen in de Slag bij Ulm in oktober wist Ferdinand te ontsnappen naar Bohemen. Hier bracht hij 9.000 troepen op de been, waarmee hij naar Iglau marcheerde en de Beierse troepen van Carl Philipp von Wrede staande hield, zodat ze het slagveld van Austerlitz niet konden bereiken.
In 1809, tijdens de Vijfde Coalitieoorlog, had hij het bevel over een leger van 36.000 man. In april viel hij het hertogdom Warschau, een Franse vazalstaat in Polen, binnen. Poolse troepen onder bevel van Józef Poniatowski versloegen de Oostenrijkers echter in de Slag bij Raszyn op 19 april. Ferdinand nam nog wel Warschau in, dat door de Polen onverdedigd was gelaten, maar bleef daar vastzitten terwijl de Poolse troepen Galicië en andere Poolse gebieden onder Oostenrijkse heerschappij binnenvielen.
Tijdens de Zevende Coalitieoorlog in 1815 had Ferdinand het bevel over de twee Oostenrijkse reservedivisies. Het jaar daarop werd hij benoemd tot militaire bevelhebber van Hongarije. In 1830 werd Ferdinand benoemd tot gouverneur van Galicië en in 1835 tot gouverneur van Zevenburgen. Na het revolutiejaar 1848 verbleef hij hoofdzakelijk in Italië.
Ferdinand werd in 1806 ridder van de Orde van het Gulden Vlies. Hij bleef ongetrouwd.
- Gemeinsame Normdatei: 13024936X
- International Standard Name Identifier: 0000 0000 7331 0633
- Nationale Bibliotheek van Tsjechië: mzk2005295158
- Nationale Bibliotheek van Polen: a0000001268914
- Virtual International Authority File: 84633161
- WorldCat: E39PBJkHvxRHr68GgwFCBg6Frq